# Körnerlinde
Die Körnerlinde ist eine jahrhundertealte Linde in Eichigt im sächsischen Vogtland die als Naturdenkmal gilt. Im Jahre 2003 wies sie einen Umfang von 8,16 m auf.

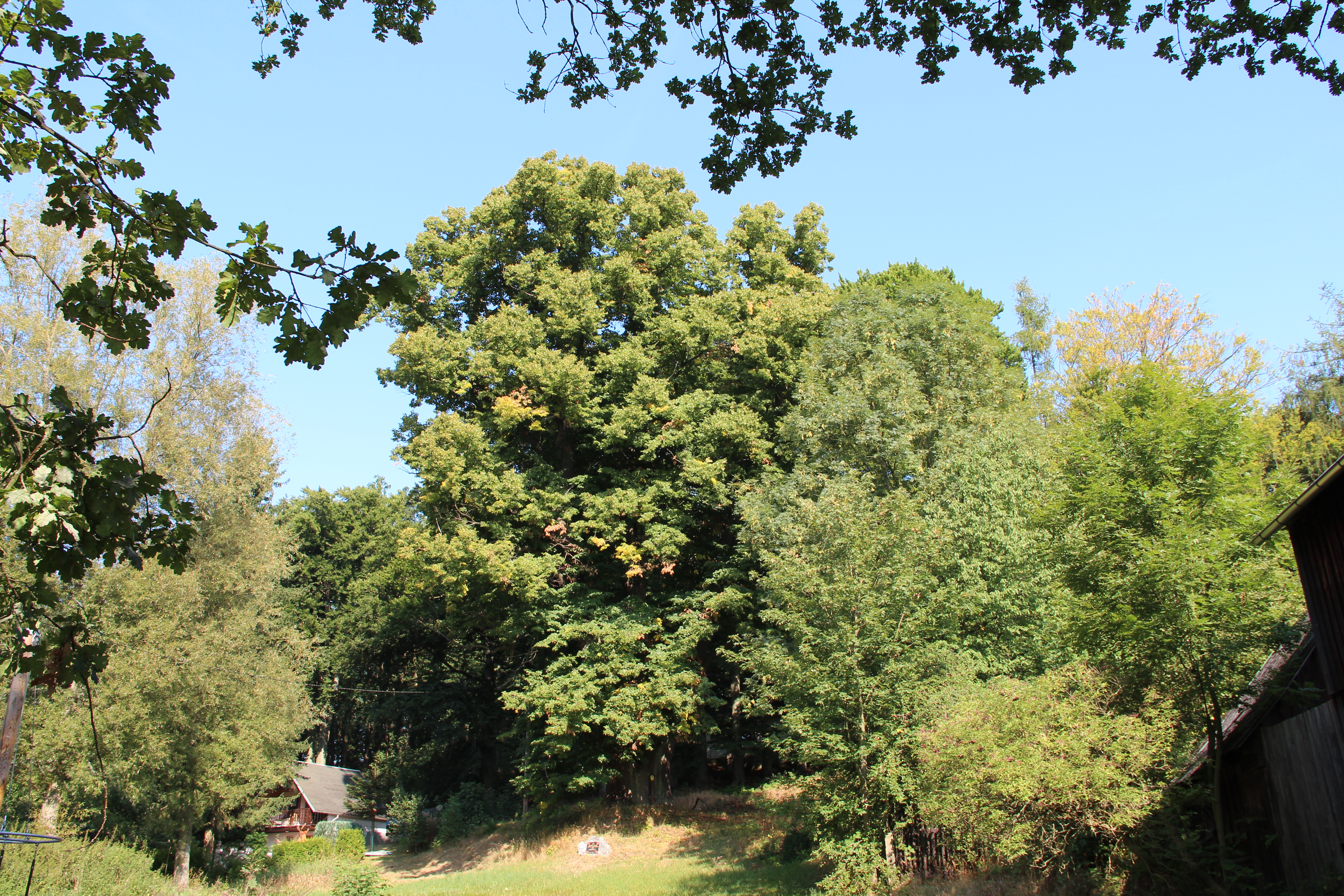
Körnerlinde (2012)

## Name
Die Linde hat ihren Namen Berichten zu verdanken, wonach die Lützower Jäger am 8./9. Juni 1813 auf der Wiese neben der Kirche biwakiert haben sollen, als sie die Stadt Hof in Oberfranken überfallen wollten, um deren Bevölkerung für den Befreiungskampf gegen Napoleon zu gewinnen.  Während Adolf Freiherr von Lützow beim damaligen Pastor Wirth gastliche Aufnahme gefunden hatte, soll der Dichter Theodor Körner im Biwak bei der Linde geschlafen haben. Von Lützow schrieb aus Eichigt zwei Berichte über die Erfolge seiner Unternehmungen an den Feldherrn Gebhard Leberecht von Blücher. Körner schrieb aus Eichigt einen Brief an seine Gönnerin Henriette von Pereira-Arnstein in Wien.
Die Wiese erhielt wegen des Biwaks den Namen Husarenwiese. Hier sollen damals auch noch ein Birnbaum und eine Eiche gestanden haben, die Husarenbirne und Husareneiche genannt wurden. Seit wann es diese beiden Bäume nicht mehr gibt, ist nicht bekannt. An der damaligen Straße soll es zwischen Pfarrhaus und Husarenwiese Pferdeställe gegeben haben.
Über diese Darstellung durch Pfarrer Max Allwill Bühring von 1910 in der „Sächsischen Kirchengalerie“ machten sich die alten Eichigter immer lustig. Diesem Sachverhalt verdanken wir unsere neueren Erkenntnisse. Irritiert hatte uns schon immer, dass Theodor Körner in dem uns vorliegenden, oben angeführten Brief geschrieben hatte: „aus einem Bivauc auf einer Wiese zwischen Klosterschenke und Dorfstraße“.
Wie aus inzwischen bekannt gewordenen Quellen zu ermitteln war, stand die Klosterschänke dort, wo sich heute das Stallgebäude des Eichigter Bürgermeisters Karlheinz Penzel befindet, der inzwischen im Ruhestand ist.
Auf den Namen Klosterschenke machten sich die alten Eichigter auch so ihren Reim. Sie vermuteten, dass selbige den Namen deshalb erhalten hätte, weil auf einem dort gegenüber befindlichen kleinen Hügel möglicherweise eine Art Kirchlein gestanden haben könnte, wie es sie auch in Bayern auf manchen Bergen gibt. Wir haben nun jedoch erfahren, dass an dem Namen offensichtlich viel mehr dran ist, als sie sich das so dachten. Neueren Informationen zufolge gab es Verbindungen zwischen dem Kloster Langheim bei Staffelstein und Eichigt. Die Klosterschänke wurde damals vermutlich durch Mönche des Klosters Langheim betrieben. Das Kloster war auch – wie wir aus sicherer Quelle erfahren haben – Patron der Kirche zu Bobenneukirchen.